# Euptychia avicula
Euptychia avicula är en fjärilsart som beskrevs av Vladimir Nabokov 1942. Euptychia avicula ingår i släktet Euptychia och familjen praktfjärilar. Inga underarter finns listade i Catalogue of Life.